# Mladen Palac

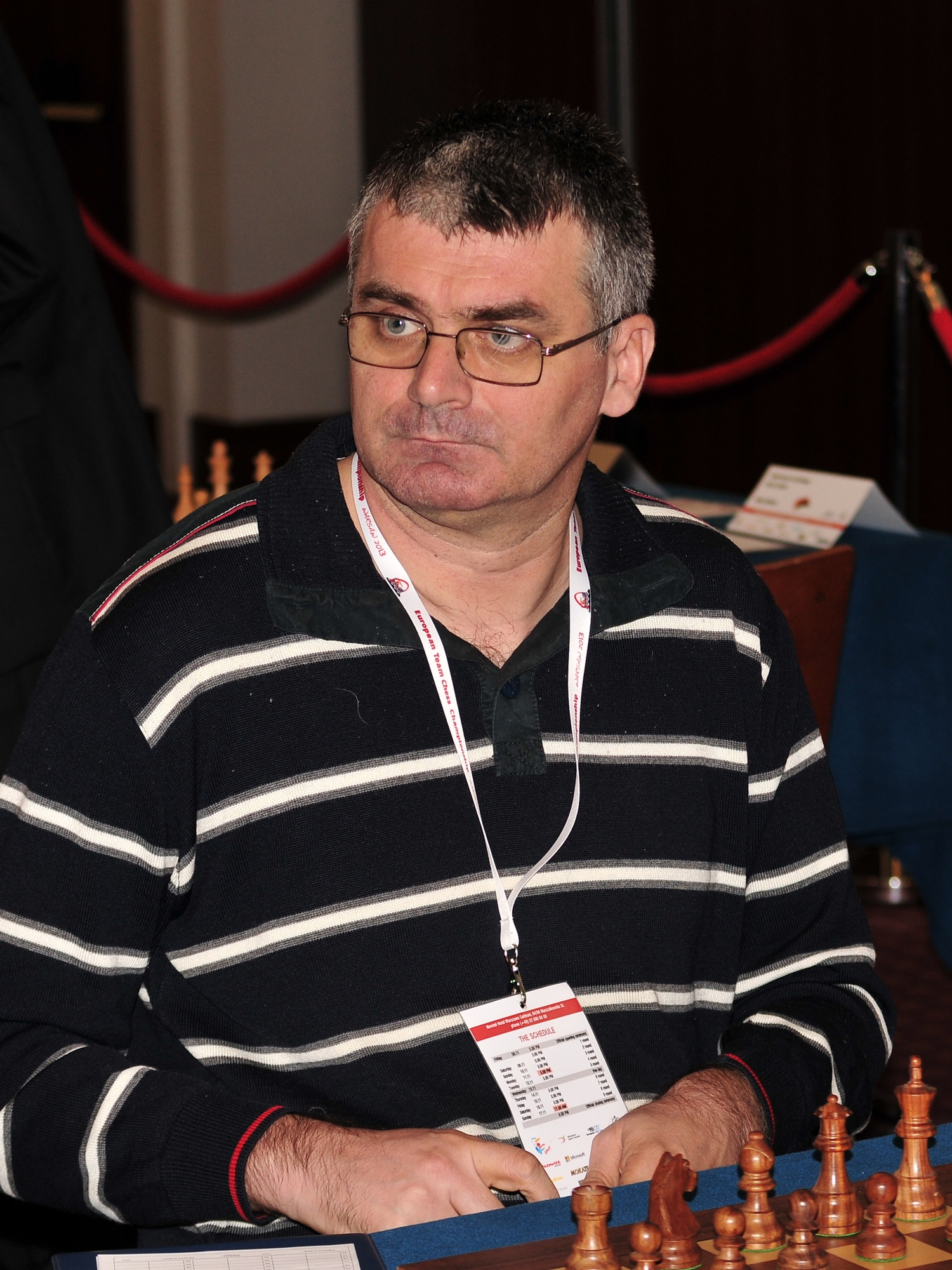
Mladen Palac (2013)

Mladen Palac (Donji Mamići, Bosnië en Herzegovina; 18 februari 1971) is een Kroatische schaker met een FIDE-rating van 2561 in 2006 en 2591 in 2015.    Sinds 1993 is hij een grootmeester (GM) en sinds 2005 is hij een FIDE-trainer. Vroeger speelde hij voor Joegoslavië.

## Kampioenschap van Kroatië
In 2001 in Pula en in 2004 in Zagreb won hij het Kroatische schaakkampioenschap.
In november 2005 speelde hij wederom mee in het toernooi om het kampioenschap van Kroatië, dat door Krunoslav Hulak met 7.5 punt uit 11 ronden gewonnen werd. Palac eindigde met 5 punten op de achtste plaats. 
In 2008 in Rijeka en 2012 in Opatija won hij opnieuw het Kroatische schaakkampioenschap.

## Overige resultaten
In 1998 won hij het schaaktoernooi van Biel.  In 2002 eindigde hij in het   Casino HIT NG Open in Nova Gorica op een gedeelde eerste plaats met Dražen Sermek, Zdenko Kozul, Vladimir Burmakin en Ognjen Cvitan. Hij werd derde bij het Europese blitz-kampioenschap van 2006.
In 2016 werd Palac 16e op het Europees kampioenschap schaken en, omdat hij behoorde tot de top 23, kwalificeerde zich voor de FIDE Wereldbeker 2017. Hier verloor hij in de eerste ronde van Jan Nepomnjasjtsjii, na tiebreak, en werd daardoor uitgeschakeld voor verdere deelname aan het toernooi.

## Schaakteams
Palac speelde voor Kroatië in de Schaakolympiades van 1996, 2006, 2008, 2010, 2012, 2014 en 2016. 
Hij nam zeven keer deel aan het Europees schaakkampioenschap voor landenteams: 1997, 1999, 2005, 2007, 2011, 2013 en 2015. Hij nam in 1997 deel aan het Wereldkampioenschap schaken voor landenteams.  